# Watsonia borbonica
La Watsonia borbonica és una espècie herbàcia de la família de les Iridaceae, que creix a les regions de Sud-àfrica. Són plantes robustes caducifòlies o a vegades perennes, les fulles són dures i fibroses en forma de daga amb nervadures i marges molt marcats. Les flors tenen la forma de trompeta i són de color blanc i/o rosat.
És una magnífica planta bulbosa que presenta altes espigues de flors rosades molt usats en jardineria.

## Descripció
Watsonia borbonica pertany a la família de les Iridaceae, que creix en les regions de Sud-àfrica. És una planta herbàcia de fulla caduca, és a dir, creix a la tardor-hivern i primavera i és aleshores quan mor després de la floració de primavera o estiu i queda de forma latent durant l'estiu per créixer en la següent temporada. El rizoma és un corm d'uns 30–40 mm de diàmetre amb túniques de color gris-marró. Les fulles són amples i brillants en forma d'espasa amb els marges de color hialí (blanquinós) i moderadament engruixits. La inflorescència fa una espiga principal ramificant-se en unes 10 flors grans i vistoses de color pàlid a més rosat i lleugerament perfumades. Els tèpals tenen una línia mitjana més fosca i una ratlla blanca a la base o molt de tant en tant tots blancs. Les flors són zigomorfes (tenen un sol pla de simetria). El fruit és una càpsula oblonga més o menys llenyosa la qual allibera llavors alades.

## Distribució i hàbitat
Creix en l'extrem sud-oest de la Provincia Occidental del Cap, des del sud a Tulbagh i des de l'est a Bredasdorp. El seeu hàbitat és principalment vessants rocosos de gres i vessants d'argila i granit ben drenats i a vegades en terra sorrenc profund a peu de les muntanyes.

## Etimologia
El nom afrikaans comú Kanol és una versió fonèticament modificada de la paraula original knol holandesa, és a dir, un corm, y s'aplica a moltes espècies de corms, encara que principalment a espècies de Watsonia. Normalment va acompanyat d'un prefix per exemple descriptiu com rooikanol (corm vermell) si les flors són de color vermell o en aquest cas, suurkanol, perquè el corm té un gust agre. El nom també es combina amb pypie com en kanolpypie, per ser el nom afrikaan per a referirse a l'aspecte de tub llarg en miniatura de les flors.